# Jelitkowski Dwór

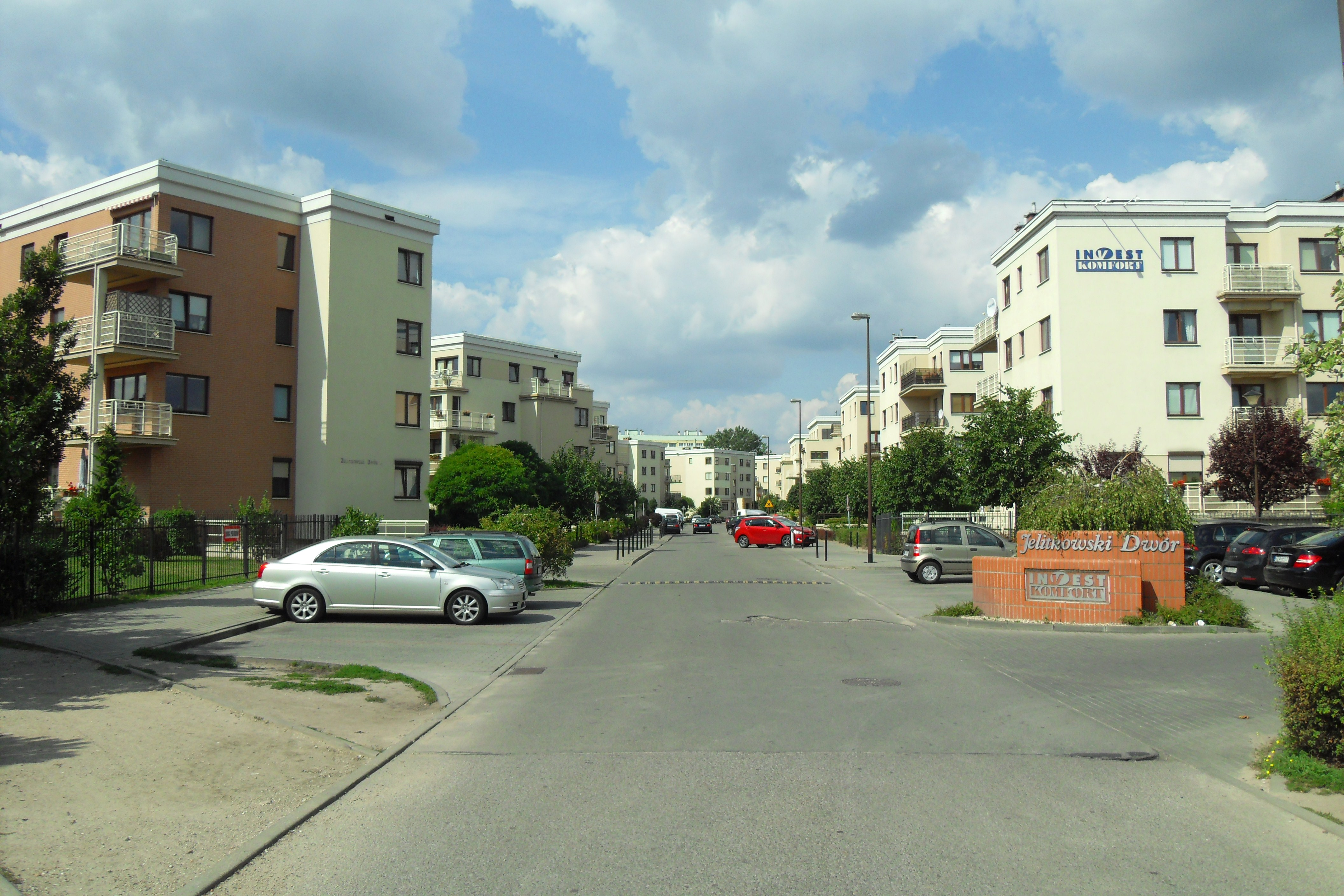
Jelitkowski Dwór

Jelitkowski Dwór – osiedle w Gdańsku, w dzielnicy Przymorze Wielkie.
To część dzielnicy, na której przy 3 ulicach wznoszone były budynki wielorodzinne (19 szt.), głównie w latach 2003–2006, wyłącznie przez firmę Invest Komfort. Wraz z rozwojem osiedla powstał market spożywczy, stacja benzynowa oraz lokal gastronomiczny.
Nazwa nie ma uzasadnienia historycznego ani geograficznego, nawiązuje jedynie do nazw pobliskich obszarów takich jak: Królewski Dwór, Biały Dwór i Czarny Dwór oraz Jelitkowo, które jednak nie znajduje się w bezpośrednim sąsiedztwie. 